# Карданен вал
Карданният вал е конструкция, която предава въртящия момент между валове, нележащи на една права. За примери могат да се посочат валовете между трансмисията и привода на колелата при моторните превозни средства. Характерна особеност на карданния вал е карданната предавка, изобретена от Джироламо Кардано. Те са предназначени да предават въртящият момент от един вал на друг когато осите на двата вала сключват значителен ъгъл който се променя при работа на машината. Карданните предавки се състоят от три основни елемента:Карданен съединител, карданен вал и междинна опора. Карданните съединители се разделят на синхронни и асинхронни.